# Старий Бурко і Вовк
Старий Бурко і Вовк — словацька народна казка. В казці розповідається про те як пес Бурко рятував вівців від злого вовка.
|  | Цитата з твору: — З вовком знатися, лиха набратися, — відповів старий Бурко. — Вчора не нагодував мене хазяїн, то був я голодний і слабий, от тобі й легко було вівцю вкрасти. А сьогодні мене добре нагодовано, знову я дужий і вівці тобі не дам. — Як не даси вівці, то виходь зо мною боротися! А знаєш, що то таке ? —лякає Бурка вовк. .... А Бурко з приятелями підійшли до лісу. Кіт собі воркоче весело “врні-врні-врні”. А лисиця подумала, що він каже “в терні, в терні” і зараз на неї скочить. Як вискочить же вона з тернини та—драла! Тут свиня як зарохкає під деревом “хррі-хррі”. А ведмедеві почулося “вгорі, вгорі”,—мовляв, знає, що він там на дереві, та й хоче під ним коріння підрити, он як риє своїм писком. Ведмідь далі не барився, як скочить додолу та й погнав щодуху горами й долинами, аж загуло за ним. Зостався вовк сам, радий, що з шкурою втік. А старий Бурко загавкав, аж луна лісом пішла — радів, що побратими допомогли йому прогнати оту дику зграю далеко за гори. З того часу було йому на кошарі добре аж довіку. |

## Сюжет
У одного господаря був пес Бурко.Бурко став дуже старим і вже не міг вартувати овець.І тому господар взяв ще й молодого гарного песика. Старий пес взлився і на шкоду господарю пустив до кошари вовка коли той прийшов одного вечора.Зранку господар побачив що немає однієї вівці і взяв Бурка назад у кошару.
Наступного дня знову прийшов вовк, але Бурко не дав йому вівці. І домовились вони побитись, хто виявиться сильнішим, за тим й буде. Бурко скликав своїх друзів: свиню і кота, а вовк своїх: лисицю й ведмедя. Бурко з друзями були рішуче налаштовані, тоді як друзі вовка завбачили їх здалеку і сплутали їх вади з силою. Та перелякалися й кинулися навтьоки, тому й вовкові теж довелося тікати. І від тих часів вовк не потикався до тої кошари.

## Персонажі
- Бурко
- Вовк
- Лисиця
- Ведмідь
- Свиня
- Старий кіт
- Господар пса

## Схожі за сюжетом казки
- «Чабанський пес» — молдавська народна казка